# Wang Zhi (fictif)
Pour les articles homonymes, voir Wang Zhi.
 (février 2010).
Si vous disposez d'ouvrages ou d'articles de référence ou si vous connaissez des sites web de qualité traitant du thème abordé ici, merci de compléter l'article en donnant les références utiles à sa vérifiabilité et en les liant à la section « Notes et références ».
Wang Zhi (chinois : 王植 ; pinyin : wáng zhí, ? - 200), dans L'Histoire des Trois Royaumes, est le préfet de Xingyang. Lorsque Han Fu, le préfet de Luo Tang tombe sous les coups de Guan Yu, il tente de se venger par une tentative d'assassinat. Mais Hu Ban, son serviteur, aide Guan Yu à s'échapper. Furieux, Wang Zhi poursuit Guan Yu, mais ce dernier finit par le tuer.